# Steppin'
Série
Steppin' 2
(2010)
Pour plus de détails, voir Fiche technique et Distribution.
Steppin' (Stomp the Yard en version originale et au Québec) est un drame et film de danse américain, troisième long métrage réalisé par Sylvain White, sorti en 2007.

## Synopsis
DJ Williams passe son enfance dans un quartier pauvre de L.A.. Lors d'un affrontement de danse contre une bande rivale, son frère est tué. Sans moyen pour payer un avocat, il est lui-même condamné, alors qu'il n'a fait que se défendre. Un oncle l'accueille à Atlanta, où il s'inscrit à la prestigieuse Truth University. DJ Williams se retrouve dans un monde aisé dont il apprend vite les codes et surtout, s'y fait remarquer par son talent de danseur. À Los Angeles, il était champion de street dance mais à Atlanta, il doit apprendre les règles du Steppin', danse athlétique qui s'inspire de la Boot Dance africaine. Les fraternités s'intéressent à lui et le courtisent.
Tandis qu'il est attiré par la très belle April, dont le petit ami, Grant, est la star de la fraternité étudiante « Mu Gamma Xi », DJ décide de rejoindre la fraternité rivale : les « Theta Nu Theta ». Son style atypique et spectaculaire relance la compétition au rythme d'une romance sur fond de sueur…

## Fiche technique
- Titre français : Steppin'
- Titre original et québécois : Stomp the Yard
- Réalisateur : Sylvain White
- Chorégraphie : Dave Scott
- Superviseur musical : Akinah Rahmaan et Ali Muhammad
- Décorateur : Joseph Litsch
- Chef décorateur : Jonathan A. Carlson
- Monteur : David Checel
- Compositeurs : Tim Boland et Sam Retzer
- Directeur de la photographie : Scott Kevan
- Scénaristes : Gregory Ramon Anderson et Robert Adetuyi
- Producteur exécutif : Rob Hardy
- Producteur : William Packer
- Costumes : Keith G. Lewis
- Maquilleuses : Denise et Janice Tunnell
- Superviseur des effets spéciaux : Lisa Reynolds
- Directeur du casting : Tracy Byrd
- Durée : 114 minutes

## Distribution
- Columbus Short : DJ Williams
- Meagan Good (VF : Sandra Valentin) : April
- Valarie Pettiford (VF : Martine Irzenski) : Tante Jackie
- Harry Lennix (VF : Thierry Desroses) : oncle Nate
- Ne-Yo (VF : Jérémy Prévost) : Rich Brown
- Chris Brown (VF: Charles Pestel) : Duron Williams
- Brian J. White (VF : Lucien Jean-Baptiste) : Sylverster
- Darrin Henson (en) (VF : David Krüger) : Grant
- Laz Alonso (VF : Raphaël Cohen) : Zeke
- Jermaine Williams (en) (VF : Thomas Roditi) : Noel

## Box office
- Recettes aux États-Unis : 60 millions de dollars.[réf. souhaitée]